# 莫氏弱蜥魚
莫氏弱蜥魚為輻鰭魚綱仙女魚目青眼魚亞目崖蜥魚科的一種，分布於西大西洋加勒比海、西印度洋及西太平洋熱帶至亞熱帶海域，屬深海底棲性魚類，深度可達0-300公尺，體長可達11公分，棲息在底層水域，生活習性不明。

## 擴展閱讀
維基物種上的相關：莫氏弱蜥魚